# Fanalet de Holt
El fanalet de Holt (Diaphus holti) és una espècie de peix de la família dels mictòfids i de l'ordre dels mictofiformes.

## Morfologia
- Els mascles poden assolir 7 cm de longitud total.[2][3]

## Hàbitat
És un peix marí i d'aigües profundes que viu entre 40-777 m de fondària.

## Distribució geogràfica
Es troba a la mar Mediterrània, a l'Atlàntic (incloent-hi des de la Mar Cantàbrica fins a Libèria) i a l'Índic.